# 赫尔曼·赫尔格森
赫尔曼·赫尔格森（挪威語：Hermann Helgesen，1889年2月28日—1963年2月1日），挪威男子竞技体操运动员。他曾代表挪威获得1920年夏季奥运会体操比赛男子团体自由式银牌。他于1963年在奥勒松去世。